# Responsabilité et dédommagements lors d'un grand désastre maritime
 (février 2015).
Les désastres maritimes coûtent cher.
Pour répondre à ces désastres (ex : le Torrey Canyon) des organisations ont été créées :
- Le CLC 1969, certificat d’assurance ou autre sécurité financière en respect de la responsabilité civile pour la pollution de l’huile[1],[2].
- Le FUND 1971, convention internationale pour l’établissement d’un fonds international pour le dédommagement de la pollution de l’huile[3].

D’autres conventions existent pour les dommages nucléaires (NUCLEAR 1971)  , les passagers et leurs bagages (PAL 1974) mais nous n’en parlerons pas ici.
Il y a eu des associations volontaires (TOVALOP et CRISTAL) mais qui ont pris fin en 1997.
Le système de dédommagement se fait donc grâce à ces organisations en 2 étapes.
- Le CLC, premier dédommagement venant des propriétaires des navires par le biais d’une assurance (P&I).
- Le FUND est utilisé dès que le plafond du CLC est atteint seulement sous certaines conditions, il est nourri des contributions des pays importateur de pétrole en relation avec la quantité importée.

Les plafonds en dollars américains :
- CLC : 4 millions pour les pétroliers de moins de 5 000 tonnes jusqu'à 77 millions pour ceux supérieur à 140 000 tonnes .
- FUND : à peu près 174 millions incluant le CLC Après la catastrophe de l’ERIKA (arrivant à 260 millions de dédommagement) les plafonds ont été augmentés de 50 % en accord avec l’IMO[7]  (International Maritime Organisation) Le FUND arrive maintenant à 261 millions.

Il existe une troisième couche de dédommagement volontaire de 6 pays :
Danemark, Norvège, Finlande, France, Irlande et le Japon.
Évidemment cette couche n’est accessible que pour ces pays.
Dans l’avenir ces limites de responsabilité seront inadéquates, car le propriétaire qui peut être le réel coupable selon l’entretien de son navire ne tient qu’une responsabilité limitée et d’un côté si sa responsabilité augmente, vu que nous parlons en millions plus personne ne voudra être propriétaire.
On peut constater que tous les pays du monde ne font pas partie des 2 conventions, les pays européens font partie des deux, les États-Unis d’aucun, l’Afrique non plus mais c’est compréhensible.
Les États-Unis utilisent un autre système, le COFR de la convention OPA 90. Nous pouvons nous inquiéter dans l’avenir car d’autres catastrophes arriveront (en partie car le système OPA 90 bloque les systèmes de coque meilleur que celui des doubles coques qui n’est qu’une illusion pour rassurer le monde) et ces catastrophes seront de plus en plus grosses vu la capacité des pétroliers.
Pour finir on peut signaler qu’il reste encore 15 000 tonnes sur les 25 000 tonnes de pétrole que contenait l’Erika dans son épave. Quand elles sortiront, qui va payer ?